# 昂布里
昂布里（法語：Embry，法語發音：[ɑ̃bʁi]）是法国上法蘭西大區加来海峡省的一个市镇，属于蒙特勒伊区。

## 地理
昂布里（50°29'34"N, 1°58'2"E）面积11.69 平方千米，位于法国上法蘭西大區加来海峡省，该省份为法国北部沿海省份，西北濒北海，南至索姆省，东临北部省。
与昂布里接壤的市镇（或旧市镇、城区）包括：兰博瓦勒、布贝尔莱埃斯蒙、安贝尔、勒比耶、鲁瓦永、圣德讷、圣米歇尔苏布瓦、克雷基、埃斯蒙。

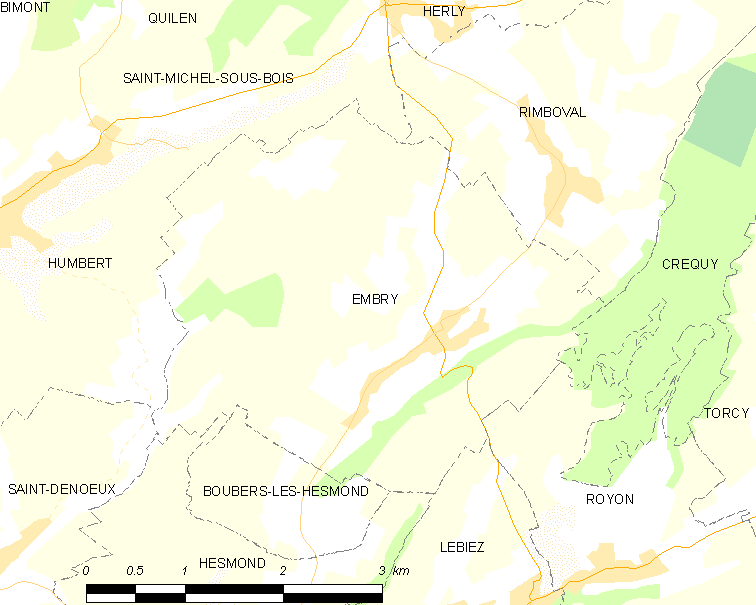
昂布里的OSM定位图

昂布里的时区为UTC+01:00、UTC+02:00（夏令时）。

## 行政
昂布里的邮政编码为62990，INSEE市镇编码为62293。

## 政治
昂布里所属的省级选区为弗吕日县。

## 人口

1962-2008年间昂布里人口变化图示

昂布里于2022年1月1日时的人口数量为235人。